# Medora (Indiana)
Medora ist eine Town im Jackson County des Bundesstaats Indiana in den Vereinigten Staaten und liegt etwa 70 Kilometer südlich von Indianapolis.
Die Einwohnerzahl lag im Jahr 2004 bei 556. Die nächstanliegenden Städte sind Brownstown sowie Seymour, die sich im gleichen County befinden. Seit der Schließung einiger Fabriken und somit dem Verlust von Arbeitsplätzen, verringerte sich die Zahl der Einwohner innerhalb der letzten 10 Jahre stetig. Das flache und fruchtbare Land der Region wird für die Landwirtschaft verwendet, was die Haupteinnahmequelle darstellt. Medora war einst eine Kleinstadt, die durch den Gütertransport der anliegenden Eisenbahn entstand und lebte. Durch die Kleinstadt fließt der East Fork White River, der auch durch Indianapolis fließt. Medora befindet sich in Jackson County. Über 99 % der Bevölkerung sind weiß, wie zumeist auf dem amerikanischen Lande. Bekannt ist die Stadt, da sich in der Nähe die zweitgrößte überdachte Holzbrücke der USA befindet, welche jedoch nicht mehr verwendet wird. In der Stadt gibt es eine Schule sowie zahlreiche Kirchen. Die Medora JR/High School ist einer der kleinsten öffentlichen Schulen Indianas und umfasst lediglich 120 Schüler. Basketball, Volleyball, sowie Leichtathletik wird für die Schüler dort angeboten. Das Schulgebäude wurde 1988 restauriert und teilweise neu gebaut.

## Geschichte

### Historische Objekte
- Südöstlich von Medora befindet sich die historische Medora Covered Bridge.

## Söhne und Töchter der Stadt
- Cal Collins (1933–2001), Jazz-Gitarrist